# Világtörténet (Francev)
A 10 kötetes Világtörténet a Szovjetunióban megjelent orosz nyelvű világtörténeti munka, a Всемирная история (1955–1965) magyar fordítása az 1960-as évekből. Az eredeti mű első kötete Jurij Francev szerkesztésében jelent meg, a teljes 10 kötetes munka főszerkesztője Je. M. Zsukov volt.

## Leírás
A Kossuth Könyvkiadó gondozásában, Budapesten 1962 és 1966 között kiadott, összességében mintegy 8000 oldal terjedelmű munka 10 vaskos kötetben tekinti át az emberiség történetét az őskortól kezdve a 20. század közepéig. A Világtörténet nemcsak a Kádár-korszak legnagyobb világtörténeti műve, hanem az azóta eltelt időszakban sem készült terjedelmesebb összefoglalás. (Csak az Osztrák–Magyar Monarchia fennállásának idején készült néhány hasonló nagyságú magyar nyelvű történeti alkotás.) A Világtörténet – a korábbi összefoglalóktól eltérően – nagy hangsúlyt fektet a társadalomtörténetre, illetve részletesen tárgyalja az Európán kívüli világot, a keleti civilizációkat, illetve a Szovjetunió népeinek történetét. Az egyes kötetek nem rendelkeznek külön címmel.
A 10 kötethez 1984-ben kiadtak egy 11.-et is, amely az 1945–1949 közötti időt tekintette át.

## Tartalom
| Kötetszám   | Főbb fejezetek | Korszak           | Felölelt időszak                       | Oldalszám | Kiadási év |
| ----------- | --- | ----------------- | -------------------------------------- | --------- | ---------- |
| I. kötet    | Az emberi társadalom kialakulása. Az ősközösségi rend uralmának korszaka • Az ősközösségi rend felbomlása és a legrégibb rabszolgatartó államok a Nílus völgyében (i. e. IV-III. évezred) • A rabszolgatartó viszonyok fejlődése Egyiptomban és Mezopotámiában és más rabszolgatartó államok kialakulása (i. e. II. évezred) • Az ókori Kelet és Európa rabszolgatartó államai az i. e. I. évezred első felében | Ókor I.           | őskor – i. e. 6. század                | 742 o.    | 1962       |
| II. kötet   | A rabszolgatartó viszonyok fejlődése Elő-Ázsiában és a Földközi-tenger vidékén. Az Achaimenidák birodalma. A görög városállamok. Az európai és az ázsiai törzsek (i. e. I. évezred) • Az Achaimenida-birodalom bukása. A hellenisztikus államok. A római birodalom kialakulása és kiterjedése a Földközi-tenger vidékéig • Kelet- és Dél-Ázsia népei és államai (i. e. V. sz.-I. sz. IV. sz.) • A rabszolgatartó birodalmak; Európa, Elő- és Belső-Ázsia népei és törzsei időszámításunk első három századában • A Későrómai Birodalom. A rabszolgatartó rend bukása                                                                                | Ókor II.          | kb. i. e. 6. század – Kr. u. 4. század | 931 o.    | 1962       |
| III. kötet  | A feudális viszonyok kialakulása Kínában. A feudális viszonyok létrejötte és kifejlődése Tibetben, Indokínában, Koreában, Japánban és Indiában • A rabszolgatartó rendszer bukása és a feudalizmusba való átmenet az európai, elő- és közép-ázsiai országokban. A kora feudális államok kialakulása • A fejlett feudális társadalom az ázsiai, európai és észak-afrikai országokban • A mongol birodalom kialakulása s a népek harca a mongol uralom ellen. A központosított feudális államok kialakulása Ázsiában • A feudális társadalom további fejlődése és az európai központosított feudális társadalom Törökországban és az arab országokban | Középkor          | kb. 4. század – 15. század             | 924 o.    | 1963       |
| IV. kötet   | – | Újkor I.          | kb. 1500 – 1640                        | 817 o.    | 1963       |
| V. kötet    | Az angol polgári forradalom. A feudális-jobbágytartó rendszer Európában a XVII. század második felében • Ázsia országai a XVII. század második felében és a XVIII. században. Ausztrália és Óceánia. Az európai hatalmak gyarmatpolitikája • Európa gazdasági és politikai fejlődése a XVIII. században. Az észak-amerikai angol gyarmatok függetlenségi harca. Franciaország a polgári forradalom küszöbén | Újkor II.         | 1640 – 1800                            | 781 o.    | 1964       |
| VI. kötet   | – | Újkor III.        | 1789 – 1870                            | 838 o.    | 1964       |
| VII. kötet  | A párizsi kommün. A szabadversenyes kapitalizmus átnövése az imperializmusba. A világ területi felosztásának befejeződése • Az imperializmus a XX. század elején. A forradalmi mozgalom központjának áthelyeződése Oroszországba. Ázsia ébredése • Tudomány és kultúra | Újkor IV.         | 1870 – 1917                            | 807 o.    | 1965       |
| VIII. kötet | – | Legújabb kor I.   | 1917 – 1923                            | 658 o.    | 1965       |
| IX. kötet   | A tőkés világ a viszonylagos stabilizáció időszakában. Áttérés a népgazdaság szocialista újjáalakítására a Szovjetunióban • A tőkés világgazdasági válság. A szocializmus alapjainak lerakása a Szovjetunióban • A szocializmus győzelme a Szovjetunióban. A tőkés világon belüli ellentétek éleződése és a második világháború érlelődése • Tudomány és kultúra 1917-1939 | Legújabb kor II.  | 1924 – 1939                            | 741 o.    | 1966       |
| X. kötet    | – (tkp. a II. világháború leírása) | Legújabb kor III. | 1939 – 1945                            | 717 o.    | 1966       |
|             | |                   |                                        |           |            |
| XI. kötet   | A szocialista világrendszer kialakulása • A kapitalista világ 1945-1949-ben • Nemzeti felszabadító mozgalom az 1945-1949-es években. Az imperiaista gyarmati rendszer felbomlásának kezdete • Nemzetközi viszonyok 1945-1949-ben • A nemzetközi kommunista és munkásmozgalom. Nemzetközi demokratikus tömegszervezetek megalakítása | Legújabb kor IV.  | 1945 – 1949                            | 645 o.    | 1984       |